# Urocotyledon
Urocotyledon — рід геконоподібних ящірок родини геконових (Gekkonidae). Представники цього роду мешкають в Африці на південь від Сахари.

## Види
Рід Urocotyledon нараховує 6 видів:
- Urocotyledon inexpectata (Stejneger, 1893)
- Urocotyledon norzilensis Lobon-Rovira, Rocha, Gower, Perara, & Harris, 2022
- Urocotyledon palmata (Mocquard, 1902)
- Urocotyledon rasmusseni Bauer & Menegon, 2006
- Urocotyledon weileri (L. Müller, 1909)
- Urocotyledon wolterstorffi (Tornier, 1900)